# Leptoporus
Leptoporus Quél. (małoporek) – rodzaj grzybów z rzędu żagwiowców (Polyporales). W Polsce występuje jeden gatunek.

## Charakterystyka
Grzyby kortycjoidalne o owocniku rocznym, siedzącym lub rozpostarto-odgiętym. Górna powierzchnia początkowo biała do blado czerwonawej, z wiekiem lub po wyschnięciu staje się ciemnoczerwonofioletowa do fioletowobrązowej. Pory regularne o powierzchni fioletowo-brązowej. System strzępkowy monomityczny, strzępki generatywne z prostą przegrodą. Brak cystyd i innych sterylnych elementów hymenium. Podstawki maczugowate, 4-sterygmowe z prostą przegrodą u podstawy. Bazydiospory kiełbaskowate, szkliste, nieamyloidalne. Powoduje brunatną zgniliznę drewna.
Rodzaj bardzo zbliżony do Postia, która ma ten sam system strzępek, podobne zarodniki i również powoduje brunatną zgniliznę. Leptoporus odróżnia się strzępkami o prostych przegrodach i zmianą koloru owocników po wyschnięciu od różowawo-białej do głęboko fioletowej. Justo i in. (2017) w wyniku badań molekularnych stwierdzili, że Leptoporus jest spokrewniony z Ceriporia i Meruliopsis.

## Systematyka i nazewnictwo
Pozycja w klasyfikacji według Index Fungorum: Irpicaceae, Polyporales, Incertae sedis, Agaricomycetes, Agaricomycotina, Basidiomycota, Fungi.
Polską nazwę zaproponował Władysław Wojewoda w 2003 r., wcześniej Stanisław Domański opisywał ten rodzaj pod nazwą białak.
Niektóre gatunki:
- Leptoporus alutaeformis Pat. 1920
- Leptoporus bulgaricus Pilát 1937
- Leptoporus canaliculatus (Pat.) Pat. 1900
- Leptoporus coriolus D.A. Reid 1963
- Leptoporus dalmaticus Pilát ex Pilát 1953
- Leptoporus epileucinus Pilát ex Pilát 1953
- Leptoporus lindtneri Pilát 1938
- Leptoporus micantiformis Pilát 1936
- Leptoporus mollis (Pers.) Quél. 1886 – małoporek miękki
- Leptoporus pallidocervinus (Schwein.) Pat. 1903
- Leptoporus schulzeri (Fr.) Pilát 1938
- Leptoporus sulphureus (Bull.) Quél. 1888
- Leptoporus werneri Pilát 1939

Wykaz gatunków i nazwy naukowe na podstawie Index Fungorum. Nazwy polskie według Władysława Wojewody.